# توم فوكس (ناشط سلام)
توم فوكس (بالإنجليزية: Tom Fox)‏ هو ناشط سلام أمريكي، ولد في 7 يوليو 1951 في تشاتانوغا في الولايات المتحدة، وتوفي في 9 مارس 2006 في بغداد في العراق.

## حياته ومسيرته المهنية
ينحدر توم فوكس من كلير بروك في ولاية فيرجينيا. تخرج فوكس من كلية بيبودي في جامعة فاندربيلت، وكان عضوًا في أخوية فاي مو ألفا سنفونيا الأمريكية. في مسيرته المهنية، قاد برامج الشباب في جمعية الأصدقاء الدينية (الكويكرز أو الصاحبيون) في لانغلي هيل في منطقة مكليان الفردية في فرجينيا. شغل فوكس مناصب عدة في بالتينور ييرلي ميتينغ (اجتماع بالتيمور السنوي بي واي إم)، بما فيها إدارة برامج الشباب فترةً مؤقتة، حيث كرس أغلب وقته ليعمل بشكل شخصي مع المراهقين والشباب في جماعة بالتيمور ييرلي ميتينغ، إذ عمل مرافقًا لهم في أغلب اجتماعات برامج الأصدقاء الشباب التي تتبع بي واي إم خلال النصف الأول من العقد الأول من القرن الحادي والعشرين وأواخر تسعينيات القرن العشرين.
خدم فوكس في الفرقة البحرية الأمريكية 20 سنةً، إذ كان عازفًا بارعًا على الكلارينيت والريكوردر. ذكرت ابنته كاثرين في تصريح علني أنه رفض الحسومات العسكرية التي كان يستحقها تبعًا لمبادئه.

## أزمة الرهائن العراقية
في 26 نوفمبر من عام 2005، أُخذ فوكس رهينةً مع ثلاثة أعضاء آخرين في فريق صناع السلام المسيحيين في العراق. هدد الخاطفون بقتل كل الرهائن في حال لم تطلق الولايات المتحدة كل السجناء العراقيين المقبوض عليهم في الولايات المتحدة والعراق بحلول 8 ديسيمبر عام 2005. مددوا بعد ذلك مهلة إطلاق السراح حتى 10 ديسمبر من عام 2005. أصدرت كاثرين فوكس (ابنة توم) بيانًا تقول فيه إنها ووالدها يعتقدان أن الشعب العراقي يملك مخاوف مشروعةً من وجود الولايات المتحدة في العراق، لكن «هذه الشكاوى لن تُحل بأخذ حياة أبي».
في السابع من مارس عام 2006، بثت قناة الجزيرة شريطًا يُظهر الرهائن الثلاث، ولم يكن فوكس بينهم. في 10 مارس عام 2006، أعلنت الولايات المتحدة إيجاد جسد فوكس في مكب نفايات في بغداد، مصابًا بالرصاص في رأسه وصدره.
وفقًا للشرطة العراقية، كانت يداه مقيدتان، وظهرت عليه علامات التعذيب. تضاربت التقارير الصادرة مسؤولي شرطة عراقيين مجهولين مع تصريحات أعضاء فريق صناع السلام عن عدم وجود آثار تعذيب، ولم يخرج تقرير تشريح الجثة للعلن.
في 23 مارس عام 2006، حررت القوات متعدة الجنسيات الرهائن الثلاث. يُعتقد أن محارب عبد اللطيف الجبوري (قائد تنظيم القاعدة في العراق) هو قاتل فوكس. قُتل الجبوري في مايو عام 2007.